# دينيس برايس
دينيس برايس (بالإنجليزية: Dennis Price)‏ (و. 1915 – 1973 م) هو ممثل، من المملكة المتحدة، ولد في تويفرد، توفي في غيرنزي، عن عمر يناهز 58 عاماً.

## التعليم
تعلم في كلية ورسستر، وكلية رادلي ‏.

## الخدمة العسكرية
خدم في الجيش البريطاني.

## وصلات خارجية
- دينيس برايس على موقع IMDb (الإنجليزية)
- دينيس برايس على موقع الموسوعة البريطانية (الإنجليزية)
- دينيس برايس على موقع ألو سيني (الفرنسية)
- دينيس برايس على موقع ميوزك برينز (الإنجليزية)
- دينيس برايس على موقع أول موفي (الإنجليزية)
- دينيس برايس على موقع قاعدة بيانات برودواي على الإنترنت (الإنجليزية)
- دينيس برايس على موقع قاعدة بيانات الأفلام السويدية (السويدية)
- دينيس برايس على موقع إن إن دي بي (الإنجليزية)
- دينيس برايس على موقع قاعدة بيانات الفيلم (الإنجليزية)
- دينيس برايس على موقع كينوبويسك (الروسية)